# Henkell & Co. Sektkellerei

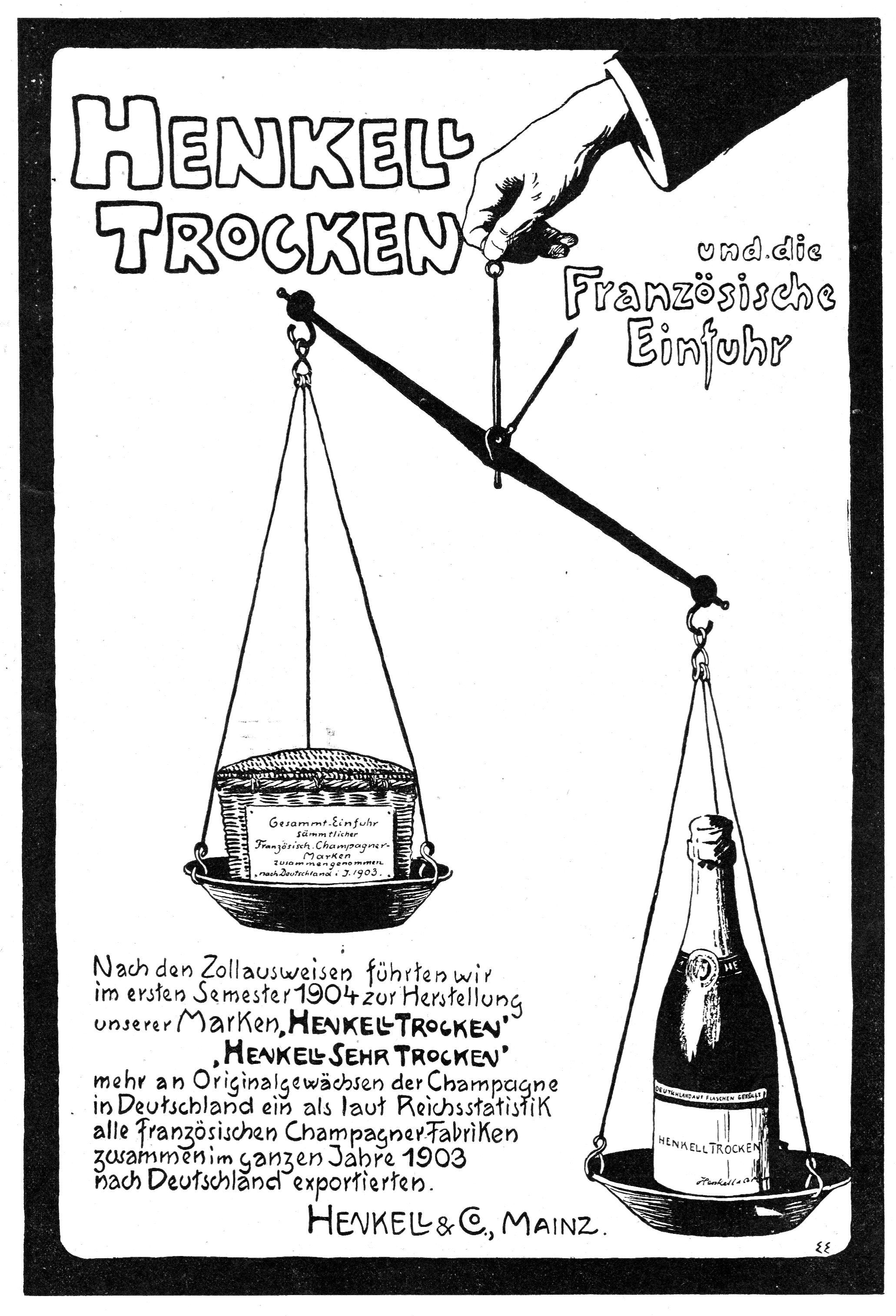
Werbung aus dem Jahr 1904 mit Hinweis auf Import aus der Champagne

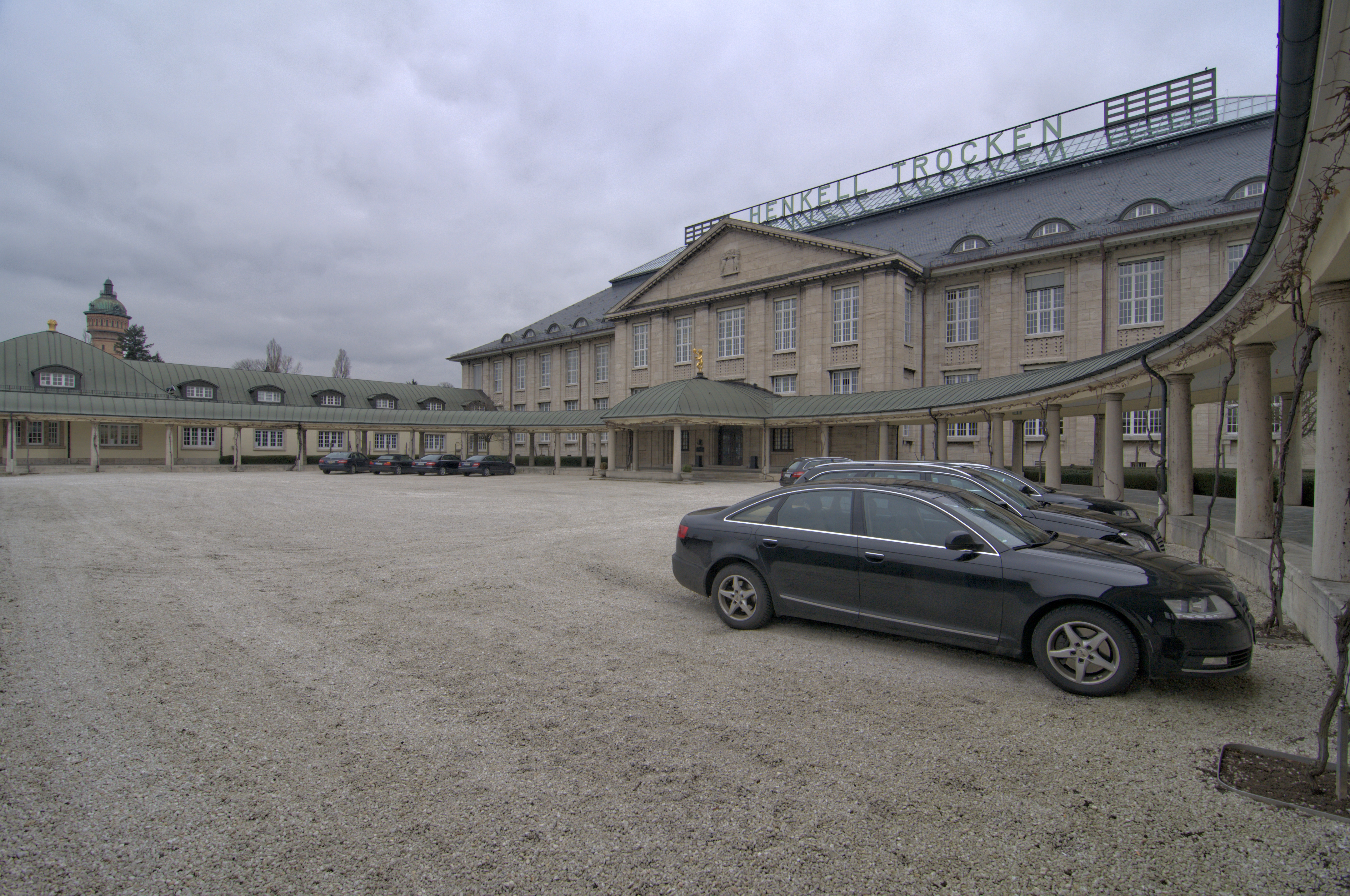
Das Henkell-Stammhaus in Wiesbaden

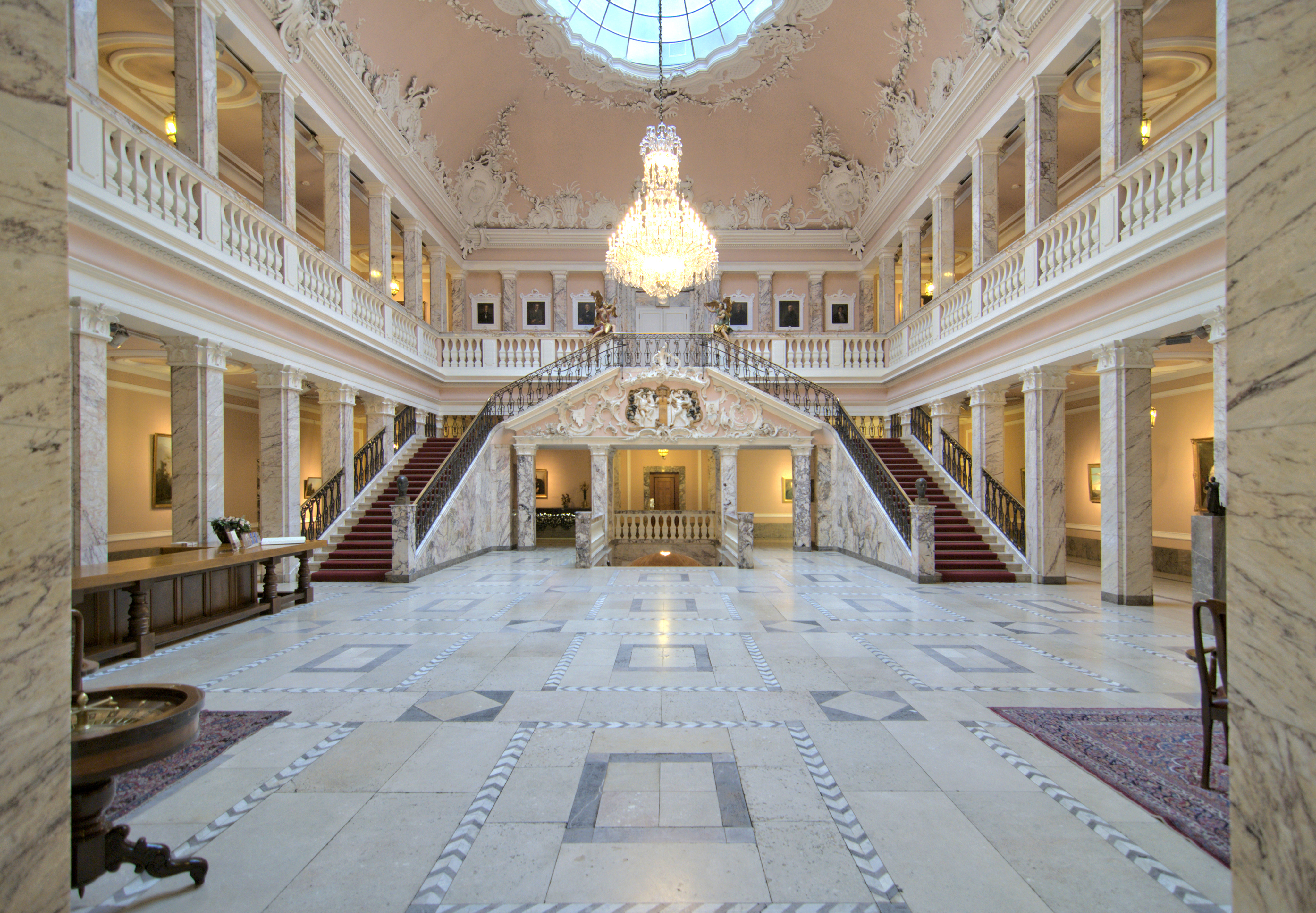
Der Marmorsaal (Eingangsbereich) des Henkell & Co.-Stammhauses in Wiesbaden-Biebrich

Die Henkell & Co. Sektkellerei KG (Außenauftritt als Henkell Freixenet) ist ein deutsches Unternehmen für Sekt, Wein und Spirituosen mit Sitz in Wiesbaden. Es ist in 30 Staaten mit eigenen Produktions- sowie Vertriebsstandorten aktiv und vertreibt ihre Marken in mehr als 150 Staaten weltweit.
Von 1958 bis Oktober 2021 gehörte sie zur Dr. August Oetker KG. Seit November 2021 ist sie ein Unternehmen der Geschwister Oetker Beteiligungen KG mit einem Umsatz von fast 2 Milliarden Euro und mehr als 8.000 Mitarbeitern.

## Geschichte

### Gründung und frühe Jahre
1832 gründete Adam Henkell die Weinhandlung Henkell & Cie in Mainz. 25 Jahre später ließ er in der Mainzer Walpodenstraße eine „Champagnerfabrik“ bauen und war damit einer der ersten in Deutschland, der die Technik beherrschte, aus Wein Sekt herzustellen.
Unter der Leitung von Otto Henkell wurde 1894 die Marke Henkell Trocken geprägt, 1898 als eine der ersten Marken in Deutschland amtlich geschützt. 1909 zog Henkell & Co. in das neue Kellereigebäude in Biebrich (heute Stadtteil von Wiesbaden). In den Jahren von 1900 bis 1920 wurde die Marke Henkell Trocken stark beworben. So erschienen regelmäßig großformatige Anzeigen zum Beispiel in der Jugend oder im Simplicissimus. Für die Gestaltung der Anzeigen wurden Künstler wie Thomas Theodor Heine, Ernst Oppler, Lucian Bernhard, Gino von Finetti oder Adolf Münzer beauftragt. Auch das Kellereigebäude im neoklassizistischen Stil war in der für Lucian Bernhard typischen Gestaltungsweise Gegenstand etlicher ganzseitiger Reklameanzeigen.
Otto Henkell und Ludwig Stollwerck gelten als die Erfinder der Gemeinschaftswerbung, die sie ab etwa 1900 einsetzten. Damit wurden erstmals Marketingmaßnahmen von Unternehmen einer Branche gemeinschaftlich entwickelt und finanziert.
Joachim von Ribbentrop heiratete am 5. Juli 1920 in die Familie Henkell ein, indem er Otto Henkells Tochter Annelies ehelichte. Otto Henkell betraute Ribbentrop mit dem Aufbau und der Leitung der Berliner Niederlassung von Henkell & Co.
Das heutige Stammhaus der Henkell & Co. Sektkellerei KG wurde in den Jahren 1907 bis 1909 vom Architekt Paul Bonatz errichtet.
1935 entwickelte Henkell & Co. den Pikkolo und ließ auch diese Marke eintragen. Ab 1936 war der „Schwarze Herr“ im Stil eines Scherenschnitts viele Jahre das Erkennungszeichen von Henkell Trocken.

### Zeit des Nationalsozialismus
Ribbentrop wurde 1938 Deutschlands Außenminister; in dieser Position war er an der Deportation von Juden beteiligt. Das Henkell-Anwesen in Wiesbaden diente von 1939 bis 1945 als Stab der Luftwaffe. Während der Zeit des Nationalsozialismus setzte die Firma Henkell rund 50 französische Kriegsgefangene für ihre Wein- und Champagnerproduktion ein.

### Expansion
1960 übernahm das Unternehmen die Wodka Gorbatschow GmbH und Lutter & Wegner, im Jahr 1975 folgte die Sektkellerei Carstens KG. Im Jahr 1986 verkaufte Otto Henkell jun. die Kellerei an den Unternehmer Rudolf-August Oetker, der bereits 1958 die Söhnlein Rheingold Sektkellerei übernommen hatte. Nachdem sich die Sektkellerei Henkell & Co. und die Söhnlein Rheingold KG eigenständig entwickelt hatten, fusionierten die einstigen Konkurrenten 1987 zu den Henkell & Söhnlein Sektkellereien mit Sitz in Wiesbaden-Biebrich.
Henkell & Söhnlein Sektkellereien tat den ersten Schritt hin zu einer europäischen Getränkegruppe, als im Jahr 1988 die Akquisition von Scharlachberg, Österreich erfolgte. Henkell & Söhnlein, Österreich, wurde mit nunmehr eigener Sektherstellung in Wien in Salzburg gegründet. 
1992 übernahm man die Hungarovin, Budapest, den ungarischen Marktführer für Sekt; 1996 erwarb das Unternehmen die Aktienmehrheit an der Kurpfalz Sektkellerei in Speyer. Im selben Jahr wurde die Henkell & Söhnlein Polska, Warschau gegründet, 1997 die Deinhard Sektkellerei KG in Koblenz übernommen und die qualifizierte Mehrheit an der Vinpol in Toruń, Polen erworben. 1999 übernahm die Gruppe die qualifizierte Aktienmehrheit an der Bohemia Sekt Českomoravská vinařská, Starý Plzenec, Tschechien, 2000 die Aktienmehrheit an der slowakischen Schaumweinfirma Hubert J.E. in Sereď. Im gleichen Jahr wurden die beiden französischen Schaumweinhersteller Gratien & Meyer in Saumur sowie Champagne Alfred Gratien in Épernay gekauft. 2003 übernahm Henkell & Söhnlein Vertrieb und Markenrechte für die Sektmanufaktur Menger-Krug in Deidesheim und die S.C. Astese Production, Bukarest, Rumänien. 2004 kamen die Marken Kupferberg Gold und Scharlachberg Meisterbrand hinzu. 2006 erfolgte die Übernahme der Spirituosenmarken Pott und Stern-Marke von der A. Racke GmbH & Co, Bingen. Im Oktober 2007 expandierte das Unternehmen weiter mit der Übernahme der in Kiew ansässigen Sektkellerei Kijewskij Sawod Schampanskich Win Stolitschnij, die Ende 2019 liquidiert wurde. Im Mai 2008 übernahm Henkell & Söhnlein Sektkellereien das italienische Prosecco-Kellerei Mionetto mit Sitz in Valdobbiadene sowie die estnische Distributionsgesellschaft Budampex AS. Zum 1. Januar 2009 wurde die Henkell & Söhnlein Sektkellereien zur Henkell & Co. Sektkellerei KG umfirmiert.
2010 erwarb Henkell & Co. die Spirituosenmarken Kuemmerling, Fürst Bismarck und Jacobi 1880. In den Jahren 2011 und 2012 wurden die Import- und Distributionsgesellschaften Henkell & Co. Baltic SIA (Lettland), Henkell & Co. Sverige AB (Schweden), Henkell & Co. Benelux B.V. (Niederlande) und Henkell & Co. Schweiz GmbH gegründet, zudem wurde der spanische Cava-Hersteller Cavas J. Hill S.L. übernommen. 2013 setzte das Unternehmen mit der Übernahme eines 60%-Anteils der britischen Copestick Murray Wine Solutions Ltd. sowie der Gründung der Tochterunternehmen Henkell & Co. Norge AS (Norwegen) und Henkell & Co. Suomi OY (Finnland) seine Expansion weiter fort. Mit Copestick und später Freixenet UK entwickelte sich der englische Markt unter anderem mit der Weinmarke „I heart Wines“ zu einer Kernabsatzregion. Die komplette Übernahme erfolgte dann 2016. Zur Bündelung der weltweiten Exporttätigkeiten und Verkaufsaktivitäten wurde 2016 die Geschäftseinheit Henkell & Co. Global gegründet. Anfang 2018 wurde der litauische Vertriebsspezialist Filipopolis mit Sitz in Kaunas übernommen. Im März desselben Jahres wurde die Mehrheit an dem spanischen Sekthersteller Freixenet erworben.
2019 verkaufte Henkell die Spirituosenmarken Scharlachberg, Jacobi 1880, Stern-Marke und Holborn an die August Ernst GmbH aus Bad Oldesloe. 2020 veräußerte Henkell die traditionsreiche Koblenzer Sektmarke Deinhard an die Weinkellerei Peter Mertes aus Bernkastel-Kues.

## Tochterunternehmen
Die Tochterunternehmen der Henkell-&-Co.-Gruppe im In- und Ausland sind:
- Champagne Alfred Gratien S.A.S. (Frankreich)
- S.C. Angelli Spumante & Aperitive S.R.L. (Rumänien)
- Bohemia Sekt, S.R.O. (Tschechien)
- Budampex AS (Estland)
- Cavas J. Hill S.L. (Spanien)
- Copestick Murray Wine Solutions Ltd. (Vereinigtes Königreich)
- Filipopolis (Litauen)
- Freixenet (Spanien)
- Henkell & Co. Baltic SIA (Lettland)
- Henkell & Co. Benelux B.V. (Niederlande)
- Henkell & Co. Global (Deutschland)
- Henkell & Co. Norge AS (Norwegen)
- Henkell & Co. Sektkellerei Ges. m. b. H. (Österreich)
- Henkell & Co. Schweiz GmbH (Schweiz)
- Henkell & Co. Suomi OY (Finnland)
- Henkell & Co. Sverige AB (Schweden)
- Henkell & Co. Polska SP. Z O.O. (Polen)
- Hubert J.E., S.R.O. (Slowakei)
- Mionetto S.P.A. (Italien)
- Mionetto USA Inc. (USA)
- Törley Sektkellerei Kft. (Ungarn)
- Schloss Johannisberg (Deutschland)

## Marken

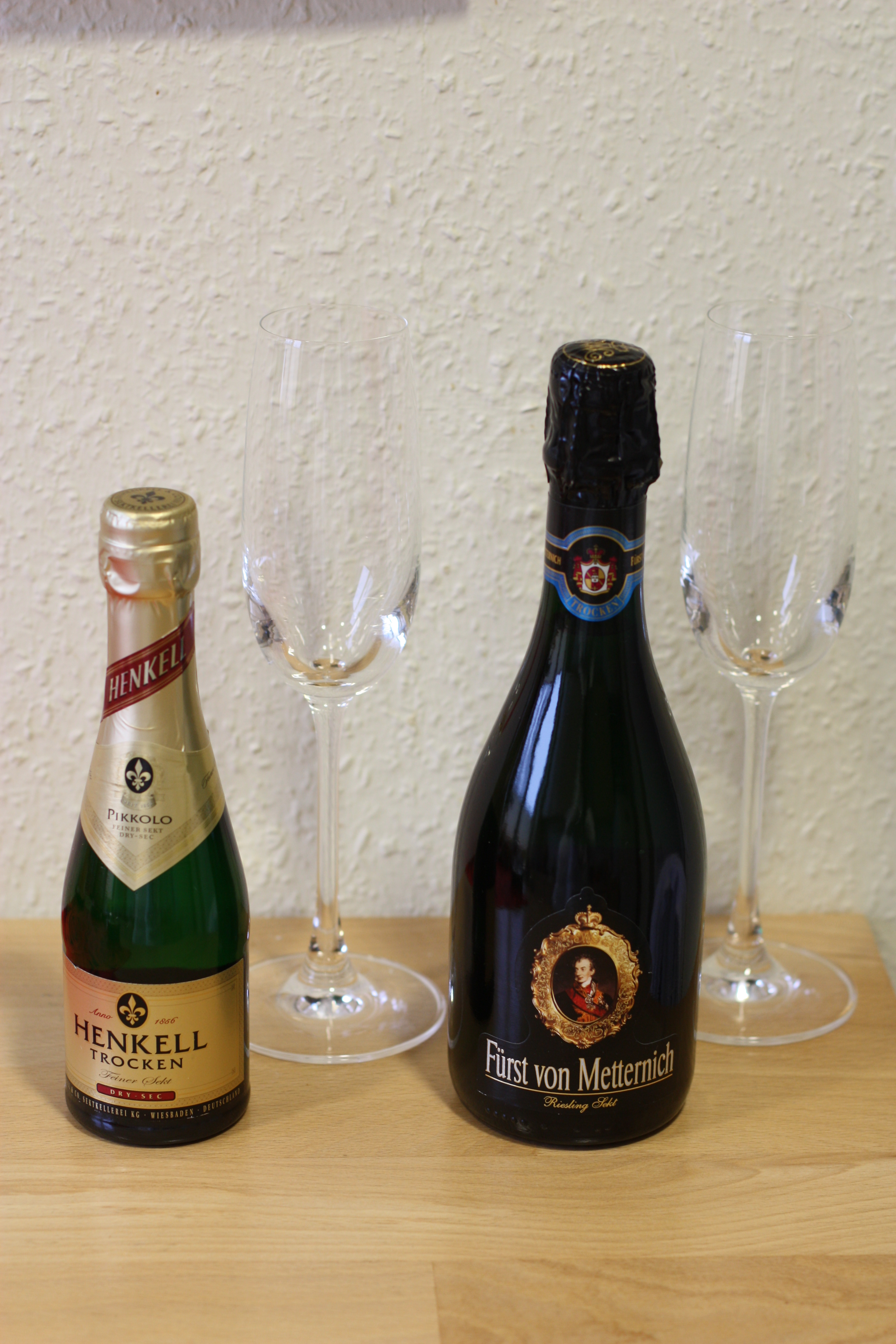
Marken: Henkell-Sekt und Fürst von Metternich Sekt

- Sekt: Henkell, Adam Henkell, Menger-Krug, Fürst von Metternich, Kupferberg, Lutter & Wegner, Söhnlein Brillant, Schloss Rheinberg, Schloss Biebrich, Bohemia, Hubert, Törley, Angelli u. a.
- Champagner: Champagne Alfred Gratien, Champagne Veuve Emille
- Prosecco: Mionetto
- Crémant: Gratien & Meyer
- Cava: Cavas Hill, Freixenet
- Wein: Schloss Johannisberg, i heart WINES, Víno Mikulov, Hábanské Sklepy, Chapel Hill u. a.
- Spirituosen: Mangaroca Batida de Côco, Wodka Gorbatschow, Kuemmerling, Karpatské Brandy, Lubuski Gin, Cardenal Mendoza, Pott Rum u. a.